# Sebastiano Arman
Sebastiano Arman (Trento, 17 gennaio 1997) è un giocatore di curling italiano.

## Carriera
Dal 2004 al 2017 ha militato nel Curling Club Lago Santo. Dal 2017 è entrato a far parte del Centro Sportivo Aeronautica Militare. La prima apparizione internazionale risale al 2012, quando ha partecipato ai mondiali giovanili, per poi prenderne parte anche nelle successive 3 edizioni. Ha ottenuto la medaglia d'oro durante i campionati europei giovanili a squadre nel 2012 e nel 2013. Ha partecipato a 6 edizioni dei campionati europei maggiori, ottenendo il bronzo due volte nella gara a squadre, nel 2018 e nel 2021. Vanta anche 3 presenze ai mondiali (2015, 2019, 2021). Nel 2022 ha preso parte per la prima volta ai giochi olimpici, a Pechino, dopo avere superato il torneo di qualificazione. Ha poi partecipato ai Mondiali, dove ha ottenuto il bronzo con la squadra maschile, ed ha affiancato Stefania Constantini nel doppio misto al posto dell'infortunato Amos Mosaner ai mondiali di Ginevra.
Il 25 novembre conquista la medaglia di bronzo ai campionati europei, disputati ad Östersund, con la squadra maschile formata da Joel Retornaz, Amos Mosaner, Mattia Giovanella e Arman stesso.
Nel 2023 vince, sempre con il team Retornaz, il primo Grande Slam di curling per una squadra italiana, il Masters. L'anno successivo si ripete conquistando i primi tre Slam della stagione (Tour Challenge, National, Masters) oltre al primo posto del ranking mondiale.

## Palmarès

### Mondiali
- Bronzo a Las Vegas 2022
- Bronzo a Schaffhausen 2024

### Europei
- Bronzo ai Tallinn 2018
- Bronzo ai Lillehammer 2021
- Bronzo ai Östersund 2022

## Record nel Grande Slam
| Evento         | 2021–22 | 2022–23 | 2023–24 |
| -------------- | ------- | ------- | ------- |
| Tour Challenge | N/A     | QF      | V       |
| The National   | DNP     | Q       | V       |
| Masters        | DNP     | V       | V       |
| Canadian Open  | N/A     | SF      |         |
| Players'       | Q       | SF      |         |
| Champions Cup  | DNP     | Q       | N/A     |